# Zariczne (rejon czuhujewski)
Zariczne (ukr. Зарічне, do 2016 Petriwśke, ukr. Петрівське) – wieś na Ukrainie, w obwodzie charkowskim, w rejonie czuhujewskim, w hromadzie Staryj Sałtiw. W 2001 liczyła 671 mieszkańców, spośród których 585 wskazało jako ojczysty język ukraiński, 73 rosyjski, 1 białoruski, 10 ormiański, a 2 inny.